# حوضچه پسماند

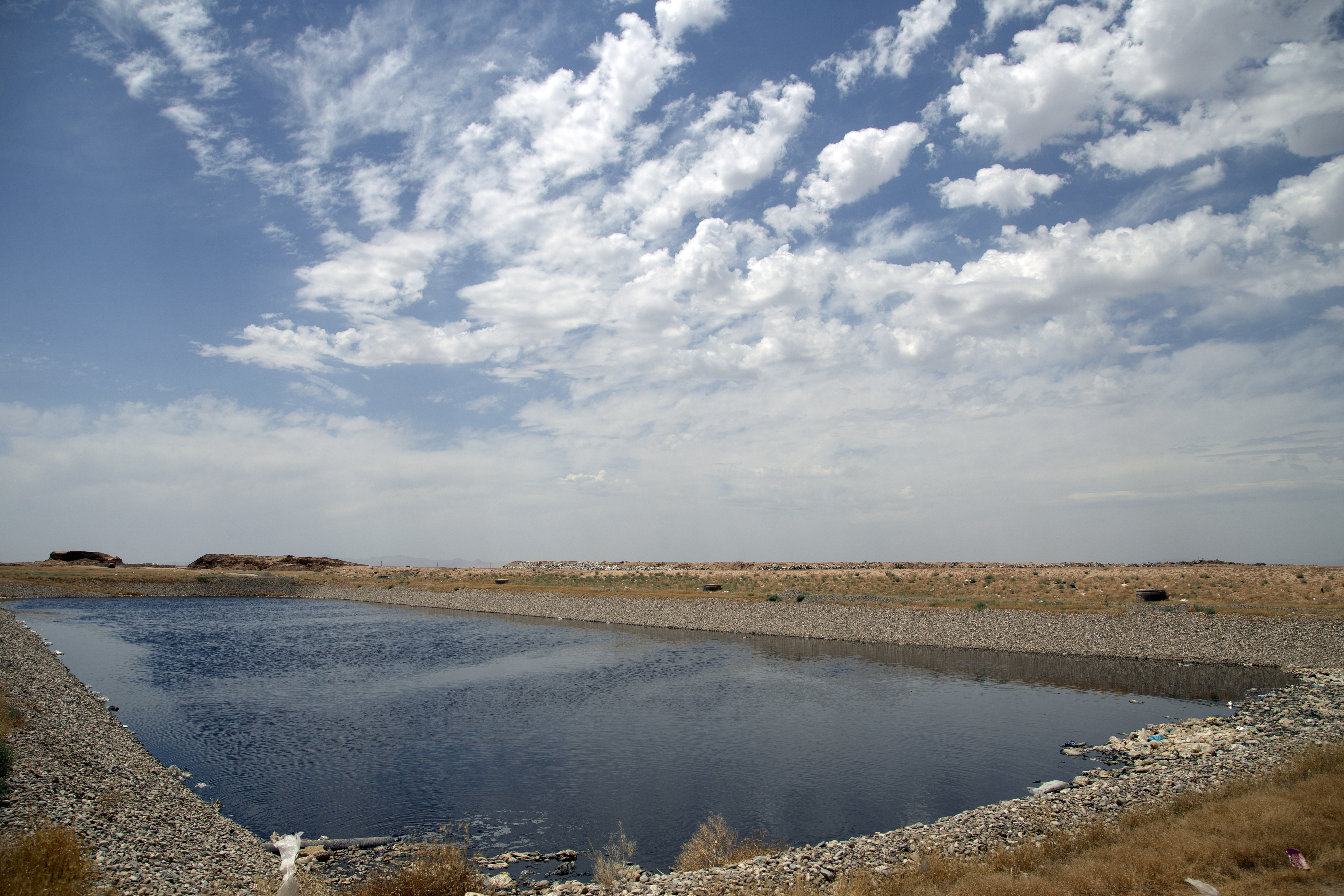
یک حوضچه پسماند در ایران

حوضچه پسماند (به انگلیسی: Waste pond) یا حوضچه شیمیایی (به انگلیسی: chemical pond) یک حوض آب کوچک محبوس شده‌است که برای دفع آلاینده‌های آب استفاده می‌شود و گاهی به عنوان روشی برای بازیافت یا تجزیه مواد سمی استفاده می‌شود. چنین حوضچه‌های پسماند ممکن است برای دفع منظم مواد آلاینده استفاده شوند یا ممکن است به عنوان گیرنده‌های آلودگی‌های ویژه استفاده شود. غالباً خود حوضچه‌های شیمیایی پس از پایان عمر مفید آنها یا خطر آلودگی آب‌های زیرزمینی برای پاکسازی مورد استفاده قرار می‌گیرند. اوج استفاده از حوضچه‌های پسماند در ایالات متحده در دوره ۱۹۵۵ تا ۱۹۸۵ رخ داد، پس از آن خطرات زیست‌محیطی فناوری حوضچه‌ها به اندازه کافی درک شد، به طوری که فناوری‌های جایگزین برای دفع پسماند به‌تدریج جابجایی بسیاری از حوضچه‌های پسماند را آغاز کرد. حوضچه‌های پسماند اغلب دارای پوشش حوضچه‌ای مانند بتن یا مواد پلیمری مصنوعی مقاوم هستند تا از نفوذ مواد شیمیایی به خاک یا آب‌های زیرزمینی جلوگیری کنند.